# Pic de Sobremonestero
Pic de Sobremonestero – szczyt w Katalonii w Hiszpanii o wysokości 2880 m n.p.m. Należy do pasma Pirenejów (konkretnie Pirenejów Wschodnich), więc jest zbudowany przede wszystkim z granitów.

## Położenie
Szczyt znajduje się w północno-zachodniej Katalonii na terenie parku narodowego Parc Nacional d’Aigüestortes i Estany de Sant Maurici. Administracyjnie góra leży na terenie prowincji Lleida.

## Szlaki i miejsca[1]
Przy miejscach podano również, jak daleko w linii prostej znajduje się dany obiekt.
- Żółty szlak turystyczny "Carros de Foc" - 1 km
- Jezioro Estany Tort - 2 km
- Czerwony szlak turystyczny GR 11 - 2100 m